# Arp 297
Arp 297 (APG 297) es un cuarteto de galaxias en la constelación de Bootes, compuesto por:
- NGC 5752
- NGC 5753
- NGC 5754
- NGC 5755